# Larissa Corriveau
Larissa Corriveau est une actrice québécoise,,,.

## Biographie
Larissa Corriveau grandit dans la Baie-des-Chaleurs, à Maria, au Québec. Petite, elle fréquente l'école secondaire à Carleton-sur-Mer, où elle découvre le jeu grâce aux enseignements d'une enseignante d'art dramatique. Elle évolue en parallèle sur la scène théâtrale montréalaise et au cinéma.
Elle collabore régulièrement avec le réalisateur québécois Denis Côté, avec qui elle entretient une forte complicité artistique. En 2019, elle est reconnue pour sa performance dans le film Répertoire des villes disparues pour lequel elle reçoit une nomination aux Prix Écrans canadiens de la meilleure actrice dans un second rôle et une nomination au Prix Iris de la meilleure actrice de soutien aux 21e Gala Québec Cinéma.
En 2022, elle reçoit deux autres nominations, aux Prix Écrans canadiens ainsi qu'au 24e Gala Québec Cinéma pour son interprétation de Léonie dans le film Un été comme ça de Denis Côté. Aux 25e Prix du cinéma québécois en 2023, elle reçoit une nouvelle nomination pour la meilleure actrice dans un rôle principal pour son rôle de Steven dans le film Viking, de Stéphane Lafleur.
Cette même année, elle scénarise, réalise et assure le montage de l'installation multi-écrans Les voix humaines, une immersion fictive dans le cerveau et la mémoire de l'actrice Monique Miller. Composée à partir d'archives personnelles de Miller et mettant en scène cette dernière, l’œuvre est présentée dans le cadre du Festival du Nouveau Cinéma à la Cinémathèque québécoise du 5 au 29 octobre 2023. Toujours en 2023, elle porte sur scène un monologue écrit par Marie-Laurence Rancourt intitulé L'écoute d'une émotion, présenté à l'Espace GO.
À titre de cinéaste, Corriveau réalise plusieurs courts-métrages ainsi que des vidéoclips en collaboration avec les musiciens de la scène underground Marie Davidson, Essaie pas et Chienvoler.
À 21 ans et 22 ans, Larissa a été finaliste au Prix Arthur Rimbaud de la Maison de Poésie de Paris, en France. Quelques-uns de ses poèmes inédits ont été publiés dans plusieurs mensuels littéraires au Québec et en France.
Elle fait également des apparitions à la télévision québécoise, notamment dans les séries Motel Paradis, Les Armes, Léo et Toute la vie.

## Filmographie

### À titre d'actrice
- 2019 : Répertoire des villes disparues : Adèle
- 2020 : Les grandes claques d'Annie St-Pierre (court-métrage)
- 2021 : Hygiène sociale de Denis Côté : Solveig
- 2022 : Un été comme ça de Denis Côté : Léonie
- 2022 : Viking de Stéphane Lafleur: Marie-Josée, alias « Steven »
- 2023: Soleil de nuit de Fernando Lopez Escriva and Maria Camila Arias (court-métrage)
- 2023 : L'Ouragan Fuck You Tabarnak d'Ara Ball : Florence
- 2023 : Mademoiselle Kenopsia de Denis Côté : Gardienne des espaces
- 2024: Le train de Marie Brassard : Thérèse

## Théâtre (sélection)
- 2011 : Emily Dickinson (mise en scène de Oleg Kisseliov)
- 2012 : L'Opéra de Quat'Sous (mise en scène Brigitte Haentjens)
- 2013 : La Cerisaie (mise en scène Alexandre Marine)
- 2015 : Richard III (mise en scène Brigitte Haentjens)
- 2017: Je disparais (mise en scène Catherine Vidal)
- 2017 : Mythes (mise en scène de Mykalle Bielinski)
- 2017 : Sous la nuit solitaire (mise en scène Olivier Kemeid)
- 2017 : Toccate et fugue (mise en scène de Florent Siaud)
- 2018 : Candide ou l'Optimisme (mise en scène d'Alice Ronfard)
- 2018 : Chienne(s) (mise en scène de Marie-Ève Milot)
- 2020 : Eclipse (mise en scène de Marie Brassard)
- 2021 : Alep, Portrait d’une absence (mise en scène de Omar Abusaada)
- 2022 : L'art de vivre (mise en scène de Solène Paré)
- 2022 : La fureur de ce que je pense (mise en scène de Marie Brassard)
- 2022 : The Rise of The Bling Bling (mise en scène de Philippe Boutin)
- 2023 : L'écoute d'une émotion (mise en scène de Marie-Laurence Rancourt)
- 2024: Membrane (mise en scène de Cédric Delorme-Bouchard)

## Réalisations
- 2016: Le port du masque est de rigueur (musique Essaie Pas)
- 2017: Moteur (musique Chienvoler)
- 2018: Burn Me (vidéoclip, musique Marie Davidson)
- 2023 : Les voix humaines, installation multi-écrans, présenté à la Cinémathèque québécoise, Montréal

## Distinctions
- 2007 et 2008: Prix de poésie Arthur Rimbaud, grande finaliste, Maison de Poésie de Paris, France
- 2019 : Meilleur court-métrage de fiction pour Une jeune fille et la mer, Gala Prends ça court
- 2019: nomination Meilleure interprétation féminine dans un rôle de soutien pour Répertoire des villes disparues, Gala Québec Cinéma
- 2020 : Nomination dans la catégorie Interprétation féminine dans un rôle de soutien pour Répertoire des villes disparues, Prix Écrans canadiens
- 2022 : Nomination meilleure interprétation féminine - rôle de soutien, Toute la vie saison II, Gala des prix Gémeaux
- 2022: Nomination meilleure interprétation rôle principal, Un été comme ça, Canadian Screen Awards
- 2022 :  Nomination meilleure interprétation féminine, rôle de soutien jeunesse, Le 422, Gala des prix Gémeaux
- 2022: Nomination meilleure interprétation féminine, rôle de soutien, Toute la vie saison III, Gala des prix Gémeaux
- 2023 : Nomination meilleure interprétation dans un premier rôle pour Viking, Gala Québec Cinéma